# Xã Union, Quận Crawford, Pennsylvania
Xã Union (tiếng Anh: Union Township) là một xã thuộc quận Crawford, tiểu bang Pennsylvania, Hoa Kỳ. Năm 2010, dân số của xã này là 1.010 người.